# Коваленко, Антон Ростиславович
Анто́н Ростисла́вович Ковале́нко (укр. Антон Ростиславович Коваленко; 27 апреля 1997, Чигирин — 13 июня 2023, Раздоловка) — украинский военнослужащий, младший сержант, участник российско-украинской войны. Герой Украины (24 февраля 2024, посмертно).

## Биография
Антон Коваленко родился 27 апреля 1997 года в Чигирине Черкасской области Украины. После окончания девяти классов Чигиринской общеобразовательной школы № 2 поступил в Чигиринский экономико-правовой колледж, который окончил в 2015 году. В декабре 2015 принял присягу и участвовал в АТО на востоке Украины. В 2021 году был демобилизован. Работал в Черкассах в области интернет-связи.
С началом российского вторжения в Украину, в марте 2022 года, был призван в ряды Вооружённых Сил Украины. Проходил службу в должности командира мотопехотного взвода мотопехотной роты мотопехотного батальона.
Погиб 13 июня 2023 года время выполнения боевого задания в районе села Раздолевка Бахмутского района Донецкой области.
Церемония прощания с Антоном состоялась 16 сентября 2023 года в Чигирине в Черкасской области.
Остались родители, младшие брат и сестра, жена и дочь.

## Награды
- Звание «Герой Украины» с вручением ордена «Золотая Звезда» (24 февраля 2024, посмертно) — за личное мужество и героизм, проявленные в защите государственного суверенитета и территориальной целостности Украины, верность военной присяге[3].